# Thanagar
Thanagar es un planeta ficticio en el universo DC Comics. Thanagar es el planeta origen de la raza thanagariana, conocida por descubrir el metal Nth, el cual desafía la gravedad. El planeta orbita alrededor de la estrella Polaris. Además es el planeta natal del Hombre Halcón y Chica Halcón. 

## Historia

### Pre-Crisis
En la historia pre-Crisis, Thanagar era una civilización pacífica y científicamente avanzada, donde el crimen era prácticamente desconocido. Era regido por un único gobierno y no había necesidad de una fuerza policial. Todo esto fue así hasta la invasión de una raza alienígena llamada los Manhawks, los cuales incitaban la práctica del robo por el solo hecho de la emoción que obtenían. Como resultado, Paran Katar estableció la "Policía Halcón" (o Wingmen) y el orden fue restaurado aunque no completamente ya que algunos thanagarianos siguieron afectos a la emoción de cometer crímenes. Uno de los primeros Wingmen fue Katar Hol, hijo de Paran. 
Katar y su esposa Shayera Hol, también miembro de la policía, viajaron a la Tierra persiguiendo a un enemigo cambiaformas llamado Byth. Katar y Shayera decidieron quedarse allí para estudiar la conducta de la policía terrestre y se convirtieron en superhéroes: el Hombre Halcón y la Mujer Halcón.
Luego de sufrir una plaga, Thanagar entró en una fase expansionista e inició una guerra con Rann. Con el tiempo, esta guerra se resolvió, pero más tarde Thanagar realizó varios intentos por invadir la Tierra. Tanto Katar como Shayera tomaron partido por su hogar adoptivo.

### Post-Crisis
En la historia post-Crisis, establecida en la miniserie de Timothy Truman, Hawkworld, Thanagar es retratado como un planeta expansionista que ya ha saqueado muchos otros mundos, y la Policía Halcón como una organización corrupta. Las clases nobles de Thanagar viven en una ciudad flotante, y algunas razas alienígenas viven en la superficie en guetos. Antes de su muerte prematura, Paran ayudaba en forma encubierta a “los de abajo”.
Thanagar fue uno de los planetas que se unieron para invadir la Tierra en ¡Invasión!. Previo a esta invasión, un agente thanagariano, Fel Andar, fue enviado a la Tierra y asumió el papel del nuevo Hombre Halcón.
Tal como en la historia original, Katar Hol y Shayera Thal llegan a la Tierra persiguiendo a Byth, ahora un policía corrupto, y se quedan allí para establecer un enlace entre los dos planetas. Los medios apodaron a ambos como el Hombre y la Mujer Halcón dada su similitud con los héroes de la Era Dorada. Más tarde, Thanagar desarrolló la Fuerza de Elite de Hombres Halcón. El planeta continuó siendo expansionista y corrupto y, eventualmente, Katar y Shayera solicitaron refugio en la Tierra.
El gobierno de Thanagar fue derrocado por Onimar Synn, quien había tomado el control del metal Nth. Este fue derrotado a su vez por un nuevo Hombre Halcón con la ayuda de la SJA, pero regresó durante la Guerra Rann-Thanagar.

### Crisis Infinita
En la miniserie La Guerra Rann-Thanagar, parte de la Crisis Infinita, el planeta fue destruido luego que un grupo de thanagarianos teletransportara al planeta Rann dentro del sistema solar de Thanagar, esperando crear una dictadura entre los dos planetas. Al principio se creía que la aparición de Rann había cambiado la órbita de Thanagar, haciéndola pasar muy cerca de su sol. Muchos thanagarianos escaparon hacia Rann, y la guerra comenzó.
Durante la batalla, las fuerzas de Rann y Thanagar vieron una fisura en el espacio muy parecida a la que pudo verse durante Crisis en Tierras Infinitas.
Tigorr de los Hombres Omega descubrió un satélite de vigilancia thanagariano que tenía pruebas documentadas de Superboy Prime forzando a Thanagar a salir de su órbita. Aunque el satélite se perdió en el caótico entorno, Adam Strange reunió a los líderes de cada bando para decirles que dejaran de pelear entre ellos y lucharan contra el mal mayor que se avecinaba. Pronto pudo descubrir pruebas en la superficie estéril de Thanagar: huellas de manos en un enorme cráter creadas en la interferencia de Superboy. L.E.G.I.O.N., Thanagar, Rann y Nuevo Cronos, liderados por Ion, unieron fuerzas para derrotar a la fuerza que se ocultaba detrás de la fisura. 
Los miembros de los Green Lantern Corps, Kilowog y Kyle Rayner terraformaron Thanagar, haciéndolo de nuevo habitable.
Recientemente ha comenzado a aparecer armamento thanagariano en la Tierra, contrabandeado por la Sociedad Secreta de Supervillanos.

## En otros medios
- Thanagar aparece en varios episodios de las series de Liga de la Justicia y Liga de la Justicia Ilimitada.
- Thanagar aparece en el episodio de Mis aventuras con Superman, "The Machine Who Would Be Empire", donde todo fue destruido por Supergirl, siendo lavada de cerebro por Brainiac.

- Datos: Q1411037